# Atticus Ross
Atticus Matthew Cowper Ross (Londres, 16 de janeiro de 1968) é um músico, compositor, produtor e engenheiro de áudio inglês.
Programou "The Negro Inside Me" e "Oedipus Schmoedipus" e produziu "As Above So Below" antes de formar sua própria banda 12 Rounds com Claudia Sarne e Adam Holden. Eles lançaram 2 álbuns, Jitterjuice (Polydor) e My Big Hero (Nothing Records). Um terceiro álbum foi produzido por Trent Reznor para Nothing Records, mas acabou nunca lançado, apesar dele voltar a trabalhar com Reznor em With Teeth, Year Zero, Ghosts I-IV e The Slip.